# Ardisia conoidea
Ardisia conoidea är en viveväxtart som beskrevs av Cyrus Longworth Lundell. Ardisia conoidea ingår i släktet Ardisia och familjen viveväxter. Inga underarter finns listade i Catalogue of Life.